# Oberndorf in Tirol
Oberndorf in Tirol è un comune austriaco di 2 116 abitanti nel distretto di Kitzbühel, in Tirolo. È stato istituito nel 1927 per scorporo dal comune di Sankt Johann in Tirol.